# P/2013 T1 (PANSTARRS)
P/2013 T1 (PANSTARRS) — одна з короткоперіодичних комет сім'ї Юпітера. Ця комета була відкрита 5 жовтня 2013 року; вона мала 21.8m на час відкриття.